# Alexis Blin
Alexis Blin (Le Mans, 16 settembre 1996) è un calciatore francese, centrocampista del Palermo.

## Biografia
Legato a Jessica, ha una figlia.

## Carriera

### Club

#### Le Mans, Tolosa e Amiens
Cresciuto nelle giovanili della squadra della sua città natale, il Le Mans, nel 2013 si trasferisce al Tolosa, con cui debutta l'11 gennaio 2015, in una partita di Ligue 1 perso per 3-0 sul campo del Olympique Lione. Chiude l'annata 2014-2015 con 6 presenze e nella stagione 2015-2016 trova posto stabile nella formazione titolare, collezionando 29 presenze stagionali tra campionato e coppe nazionali.
Il 10 settembre 2018 firma per l'Amiens, nelle cui file trascorre tre stagioni, l'ultima delle quali da capitano.

#### Lecce
Il 23 giugno 2021 firma un contratto triennale con opzione per il quarto anno con il Lecce. Esordisce con i giallorossi il 15 agosto, nella sfida di Coppa Italia vinta per 3-1 sul campo del Parma, e segna il primo gol con il club salentino il 15 marzo 2022, nella partita pareggiata per 2-2 in casa del Cosenza. Con i giallorossi vince il campionato di Serie B 2021-2022, ottenendo così la promozione in Serie A.
Il 13 agosto 2022 debutta nella massima serie italiana, nella partita casalinga persa contro l'Inter per 1-2; il 19 febbraio 2023 realizza il suo primo gol in Serie A, nella partita vinta per 2-1 sul campo dell'Atalanta. Nel gennaio 2024, dopo la partenza di Gabriel Strefezza, passa a ricoprire il ruolo di capitano della squadra.

#### Palermo
Il 25 luglio 2024 viene ufficializzato il suo trasferimento al Palermo. Esordisce con i siciliani il 16 agosto, nella sconfitta per 1-0 sul campo del Brescia, nella prima giornata di Serie B; il 14 settembre si infortuna al bicipite femorale durante la partita poi vinta per 1-3 sul campo della Juve Stabia, vedendosi costretto a stare lontano dai campi di gioco per cinque mesi.

### Nazionale

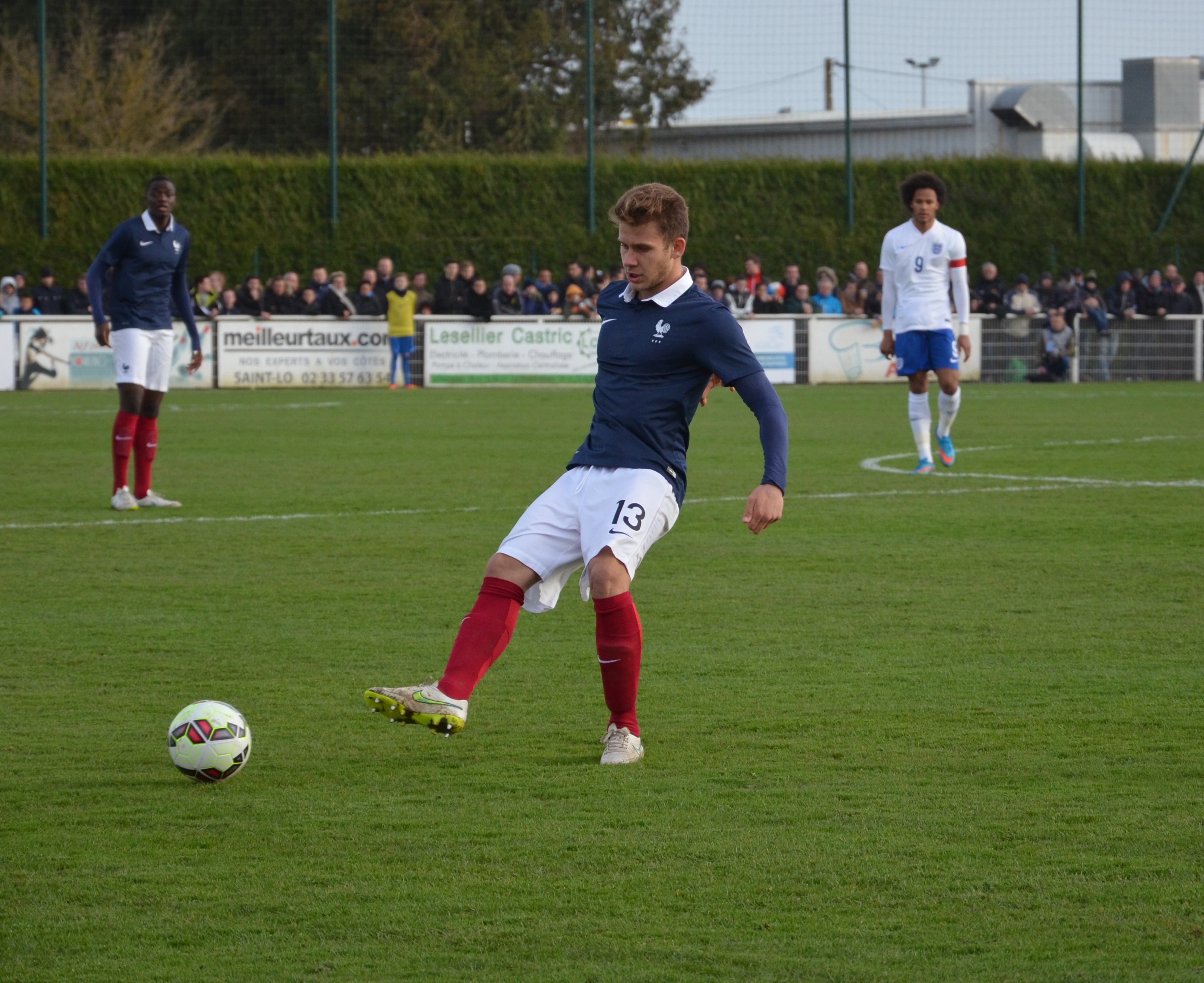
Blin con la maglia dell'Under-19 francese

Ha militato nella nazionale francese Under-19, con cui ha partecipato al campionato europeo di categoria del 2015. Il 6 ottobre 2016 ha esordito in nazionale Under-21 nell'amichevole vinta per 5-1 contro la Georgia.

## Statistiche

### Presenze e reti nei club
Statistiche aggiornate al 17 maggio 2025.
| Stagione        | Squadra         | Campionato      | Campionato | Campionato | Coppe nazionali | Coppe nazionali | Coppe nazionali | Coppe continentali | Coppe continentali | Coppe continentali | Altre coppe | Altre coppe | Altre coppe | Totale | Totale |
| Stagione        | Squadra         | Comp            | Pres       | Reti       | Comp            | Pres            | Reti            | Comp               | Pres               | Reti               | Comp        | Pres        | Reti        | Pres   | Reti   |
| --------------- | --------------- | --------------- | ---------- | ---------- | --------------- | --------------- | --------------- | ------------------ | ------------------ | ------------------ | ----------- | ----------- | ----------- | ------ | ------ |
| 2014-2015       | Tolosa          | L1              | 6          | 0          | CF+CdL          | 0               | 0               | -                  | -                  | -                  | -           | -           | -           | 6      | 0      |
| 2015-2016       | Tolosa          | L1              | 24         | 0          | CF+CdL          | 2+3             | 0               | -                  | -                  | -                  | -           | -           | -           | 29     | 0      |
| 2016-2017       | Tolosa          | L1              | 26         | 0          | CF+CdL          | 0+1             | 0               | -                  | -                  | -                  | -           | -           | -           | 27     | 0      |
| 2017-2018       | Tolosa          | L1              | 26+2       | 1+0        | CF+CdL          | 2+0             | 0               | -                  | -                  | -                  | -           | -           | -           | 30     | 1      |
| Totale Tolosa   | Totale Tolosa   | Totale Tolosa   | 82+2       | 1          |                 | 8               | 0               |                    | -                  | -                  |             | -           | -           | 92     | 1      |
| 2018-2019       | Amiens          | L1              | 27         | 1          | CF+CdL          | 1+2             | 0               | -                  | -                  | -                  | -           | -           | -           | 30     | 1      |
| 2019-2020       | Amiens          | L1              | 24         | 0          | CF+CdL          | 2+3             | 0               | -                  | -                  | -                  | -           | -           | -           | 29     | 0      |
| 2020-2021       | Amiens          | L2              | 36         | 1          | CF              | 2               | 2               | -                  | -                  | -                  | -           | -           | -           | 38     | 3      |
| Totale Amiens   | Totale Amiens   | Totale Amiens   | 87         | 2          |                 | 10              | 2               |                    | -                  | -                  |             | -           | -           | 97     | 4      |
| 2021-2022       | Lecce           | B               | 26         | 1          | CI              | 3               | 0               | -                  | -                  | -                  | -           | -           | -           | 29     | 1      |
| 2022-2023       | Lecce           | A               | 35         | 1          | CI              | 1               | 0               | -                  | -                  | -                  | -           | -           | -           | 36     | 1      |
| 2023-2024       | Lecce           | A               | 31         | 0          | CI              | 1               | 0               | -                  | -                  | -                  | -           | -           | -           | 32     | 0      |
| Totale Lecce    | Totale Lecce    | Totale Lecce    | 92         | 2          |                 | 5               | 0               |                    | -                  | -                  |             | -           | -           | 97     | 2      |
| 2024-2025       | Palermo         | B               | 17+1       | 0          | CI              | 1               | 0               | -                  | -                  | -                  | -           | -           | -           | 19     | 0      |
| Totale carriera | Totale carriera | Totale carriera | 281        | 5          |                 | 24              | 2               |                    | -                  | -                  |             | -           | -           | 305    | 7      |

## Palmarès

### Competizioni nazionali
- Campionato italiano di Serie B: 1

Lecce : 2021-2022